# Benedict Wells

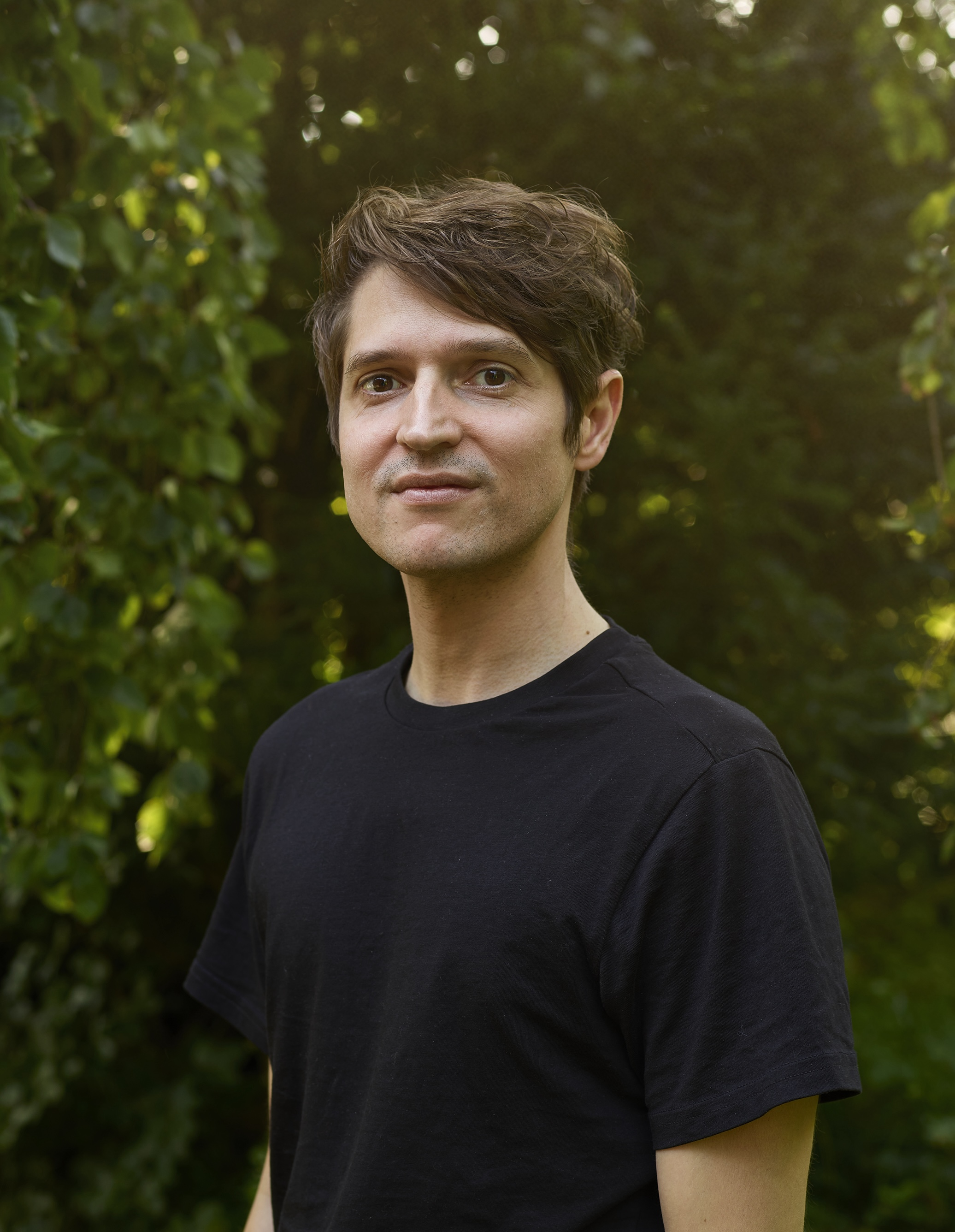
Benedict Wells (2024)

Benedict Wells (* 29. Februar 1984 in München als Benedict von Schirach) ist ein deutsch-schweizerischer Schriftsteller.

## Leben
Benedict Wells kam mit sechs Jahren ins Grundschulheim Grunertshofen, da seine Eltern sich wegen gesundheitlicher und finanzieller Probleme nicht um ihn kümmern konnten. Seine Schulzeit verbrachte er anschließend ausschließlich an Internaten. Nach dem Abitur 2003 zog er nach Berlin, wo er, nachdem er sich gegen ein Studium entschieden hatte, mit dem Schreiben begann. Seinen Lebensunterhalt bestritt er mit diversen Nebenjobs, zwischendurch arbeitete er auch als freier Redakteur beim Fernsehen.
Wells’ Manuskripte wurden jahrelang von Verlagen und Agenturen abgelehnt, bis ihn Ende 2007 Diogenes unter Vertrag nahm. Mit 23 Jahren war er damals der jüngste Autor des Verlags. Zuerst veröffentlicht wurde 2008 sein zweiter Roman Becks letzter Sommer, mit dem Wells in der Literaturkritik viel Beachtung erfuhr. So nannte die Wochenzeitung Die Zeit den Roman „das interessanteste Debüt des Jahres“. In dem Buch erzählt Wells die Geschichte von Robert Beck, einem Lehrer und Musiker Ende dreißig, der sein Leben noch einmal überdenkt und einen Roadtrip nach Istanbul unternimmt.
2009 wurde Wells mit dem Bayerischen Kunstförderpreis ausgezeichnet. Im selben Jahr erschien sein ursprünglich erster Roman Spinner, den er im Alter von neunzehn Jahren geschrieben hatte. Der Protagonist ist der zwanzigjährige Jesper Lier, der eine ereignisreiche Woche in Berlin erlebt. Wells’ dritter Roman Fast genial stieg 2011 auf Platz 6 in die Bestsellerliste ein. Er handelt von einem Jungen aus ärmlichen Verhältnissen, der sich auf die Suche nach seinem unbekannten und offenbar genialen Vater macht.
Wie erst nach dem Erfolg seines dritten Romans und gegen seinen Willen durch einen Zeitungsartikel bekannt wurde, ist Wells der Enkel Baldur von Schirachs, der Sohn des Schriftstellers Richard von Schirach und der Bruder von Ariadne von Schirach. Der Strafverteidiger und Schriftsteller Ferdinand von Schirach ist sein Cousin, ebenso dessen Bruder Norris von Schirach. Um sich von der Vergangenheit seiner Familie zu distanzieren und eigenständig aufzutreten, ließ Wells seinen bürgerlichen Namen nach seiner Schulzeit amtlich und offiziell ändern. Der Nachname Wells ist dabei als Hommage an die Romanfigur Homer Wells aus John Irvings Buch Gottes Werk und Teufels Beitrag anzusehen. Irvings Romane waren auch der Grund, weshalb Wells mit dem Schreiben begann.
2015 kam die Verfilmung von Becks letzter Sommer mit Christian Ulmen in der Hauptrolle ins Kino. 2016 erschien sein vierter Roman Vom Ende der Einsamkeit, an dem Wells laut eigenen Angaben sieben Jahre schrieb. Er handelt von drei Geschwistern, die ihre Eltern früh durch einen Unfall verlieren, und wie dieses Ereignis sie für ihr weiteres Leben prägt und verändert. Der Roman stand mehr als anderthalb Jahre auf der Spiegel-Bestsellerliste und wurde in 38 Sprachen übersetzt. Wells wurde für Vom Ende der Einsamkeit mit dem Literaturpreis der Europäischen Union ausgezeichnet.
Mit Die Wahrheit über das Lügen veröffentlichte Wells 2018 eine Kurzgeschichtensammlung, die aus neuen Kurzgeschichten sowie vereinzelten Veröffentlichungen und zwei gekürzten Kapiteln aus Vom Ende der Einsamkeit besteht.
Seit März 2019 ist Wells Pate für das Gymnasium Hohenschwangau im deutschlandweiten Projekt Schule ohne Rassismus – Schule mit Courage.
2021 erschien sein fünfter Roman Hard Land, in dem Wells die Einsamkeit der Außenseiter thematisiert und das Herauslösen aus der Jugend unter schwierigsten Bedingungen umkreist. Die Coming-of-Age-Geschichte spielt im Jahr 1985 in einer fiktiven Kleinstadt in Missouri und ist auch dadurch eine bewusste Hommage an US-amerikanische Filme wie The Breakfast Club und Stand by Me – Das Geheimnis eines Sommers. Um in Pandemiezeiten ein Statement für den stationären Buchhandel zu setzen, erschien Hard Land zuerst nur in gedruckter Form, das E-Book folgte einige Monate später. Auf der Tour zum Buch trat Wells wie schon seit Jahren mit dem Musiker Jacob Brass auf, der die Lesungen wieder mit eigenen und gecoverten Songs untermalte. Der Roman stand wochenlang an der Spitze der Bestsellerliste und wurde 2022 mit dem Deutschen Jugendliteraturpreis durch die Jugendjury ausgezeichnet.
Im Frühjahr 2021 kündigte Wells nach dem Erscheinen von Hard Land an, vorerst das Schreiben von Romanen ruhen zu lassen und zu studieren. Im Oktober 2021 wurde er in das PEN-Zentrum Deutschland aufgenommen.
Im August 2024 erschien sein autobiografisches Sachbuch Die Geschichten in uns. Vom Schreiben und vom Leben.
Wells lebt nach einigen Jahren in Barcelona inzwischen in Zürich und ist Mitglied der deutschen Fußball-Autorennationalmannschaft Autonama. Er besitzt als Sohn einer Luzernerin neben der deutschen auch die schweizerische Staatsbürgerschaft.

## Werke

### Bücher
- Becks letzter Sommer. Diogenes, Zürich 2008, ISBN 978-3-257-06676-0.
- Spinner. Diogenes, Zürich 2009, ISBN 978-3-257-06717-0.
- Fast genial. Diogenes, Zürich 2011, ISBN 978-3-257-06789-7.
- Vom Ende der Einsamkeit. Diogenes, Zürich 2016, ISBN 978-3-257-06958-7.
- Die Wahrheit über das Lügen: Zehn Geschichten aus zehn Jahren. Diogenes, Zürich 2018, ISBN 978-3-257-07030-9.
- Hard Land. Diogenes, Zürich 2021, ISBN 978-3-257-07148-1.
- Die Geschichten in uns. Vom Schreiben und vom Leben. (Sachbuch). Diogenes, Zürich 2024, ISBN 978-3-257-07314-0.

### Textbeiträge
- Amsterdam. In: Strandlesebuch. Diogenes, Zürich 2011, ISBN 978-3-257-24085-6. Und in: Fußball ist unser Lieben. Suhrkamp, Berlin 2011, ISBN 978-3-518-46233-1.
- Das Grundschulheim. In: Lichterloh. Diogenes, Zürich 2016, ISBN 978-3-257-24379-6; zudem in: Unbehauste. Nicolai, Berlin 2015, ISBN 978-3-89479-712-6.
- Football, Bloody Hell. In: Das Spiel meines Lebens. Rowohlt, Reinbek 2017, ISBN 978-3-499-63254-9.
- An der Schwelle. In: Alles auf Rot. Der 1. FC Union Berlin. Blumenbar, Berlin 2017, ISBN 978-3-351-05046-7.
- Mit der Transsibirischen Eisenbahn durch Russland. In: In bester Gesellschaft. Diogenes, Zürich 2019, ISBN 978-3-257-24513-4.
- Barcelona, ein Fest fürs Leben. In: Gefährliche Ferien – Spanien. Diogenes, Zürich 2020, ISBN 978-3-257-24541-7; zudem in: Tage wie diese. FineBooks, Berlin 2020, ISBN 978-3-948373-20-7.

## Verfilmungen
- 2015: Becks letzter Sommer, Regie: Frieder Wittich

## Auszeichnungen
- 2008: Bayerischer Kunstförderpreis für Becks letzter Sommer[29]
- 2016: Literaturpreis der Europäischen Union für Vom Ende der Einsamkeit[30]
- 2016: Buchpreis Familienroman der Stiftung Ravensburger Verlag für Vom Ende der Einsamkeit[31]
- 2016: Lieblingsbuch des unabhängigen Buchhandels: Vom Ende der Einsamkeit[32]
- 2018: Euregio-Schüler-Literaturpreis für Vom Ende der Einsamkeit[33]
- 2021: Lieblingsbuch des Deutschschweizer Buchhandels: Hard Land[34]
- 2022: Deutscher Jugendliteraturpreis – Preis der Jugendjury für Hard Land[35]